# Aeropuerto Internacional de Fort Wayne
El Aeropuerto Internacional de Fort Wayne (del inglés: Fort Wayne International Airport),(IATA: FWA, OACI: KFWA, FAA LID: FWA) se encuentra a ocho millas al suroeste de Fort Wayne, en el condado de Allen, Indiana, Estados Unidos. Es propiedad de la Autoridad Aeroportuaria del Condado de Fort Wayne-Allen.
El Plan Nacional de Sistemas Aeroportuarios Integrados para 2011-2015 lo categorizó como un aeropuerto de servicio comercial primario ya que tiene más de 10,000 embarques de pasajeros por año. Los registros de la Administración Federal de Aviación dicen que el aeropuerto tuvo 359,800 embarques en el año calendario 2022, un 7.15% más que en 2021. Según los embarques de pasajeros, Fort Wayne International ocupó el puesto 147 entre los 539 aeropuertos de los Estados Unidos que recibieron servicios regulares de aerolíneas de pasajeros en 2022. Como tal, la FAA clasifica el aeropuerto como un "no centro" o un aeropuerto que tiene entre 10,000 y 400,000 aterrizajes por año.
El aeropuerto tiene una terminal, la Terminal Teniente Paul Baer. Los vuelos de pasajeros llegan a siete centros de aerolíneas a Atlanta, Chicago, Charlotte, Dallas/Fort Worth, Detroit y Mineápolis-Saint Paul, junto con vuelos a Orlando, Punta Gorda (que sirve a Fort Myers y Sarasota), Tampa, Phoenix y servicio estacional a Myrtle Beach, Sarasota y Las Vegas. En conjunto, los vuelos desde el aeropuerto a estas catorce ciudades atienden a más de 790,000 pasajeros combinados que llegan y salen por año.
El aeropuerto tiene un centro de carga aérea de 56 000 m² (600 000 pies cuadrados) en el lado suroeste. El centro estaba ocupado por Kitty Hawk Aircargo, que tenía un centro en Fort Wayne hasta el 30 de octubre de 2007, poco después de que la aerolínea se acogiera al Capítulo 11 de la bancarrota. El antiguo centro de Kitty Hawk ahora es utilizado por varias empresas de aviación y no aviación, incluidas Logistics Insight, FedEx Express y Spinach Ball.

## Aerolíneas y destinos

### Pasajeros
| Aerolíneas       | Destinos |
| ---------------- | --- |
| Allegiant Air    | Fort Lauderdale (inicia el 20 de noviembre de 2025), Orlando/Sanford, Phoenix/Mesa, Punta Gorda (FL), San Petersburgo/Clearwater Estacional: Las Vegas, Myrtle Beach, Sarasota |
| American Eagle   | Charlotte, Chicago–O'Hare, Dallas/Fort Worth |
| Delta Connection | Atlanta, Detroit, Mineápolis/St. Paul |
| United Express   | Chicago–O'Hare |

### Carga
| Aerolíneas    | Destinos                     |
| ------------- | ---------------------------- |
| Amazon Air    | Fort Worth/Alliance          |
| FedEx Express | Memphis, Norfolk, South Bend |
| UPS Airlines  | Louisville, South Bend       |

## Estadísticas

### Tráfico anual
| Año  | Pasajeros | Año  | Pasajeros | Año  | Pasajeros |
| ---- | --------- | ---- | --------- | ---- | --------- |
| 2000 | 351,623   | 2011 | 272,796   | 2022 | 359,800   |
| 2001 | 295,469   | 2012 | 280,732   | 2023 | 390,025   |
| 2002 | 288,996   | 2013 | 294,968   | 2024 | 856,803   |
| 2003 | 294,127   | 2014 | 323,252   |      |           |
| 2004 | 329,135   | 2015 | 353,872   |      |           |
| 2005 | 307,682   | 2016 | 360,369   |      |           |
| 2006 | 268,122   | 2017 | 359,658   |      |           |
| 2007 | 289,210   | 2018 | 372,030   |      |           |
| 2008 | 282,449   | 2019 | 402,400   |      |           |
| 2009 | 259,315   | 2020 | 213,125   |      |           |
| 2010 | 273,056   | 2021 | 335,804   |      |           |